# Shogunato Kamakura
El shogunato Kamakura (鎌倉幕府 Kamakura bakufu?) fue el primer régimen militar feudal japonés establecido por los shōgun desde 1185 —formalmente reconocido en 1192— hasta 1333. El poder estaba centralizado en la ciudad de Kamakura, que era la capital del shogunato y que da nombre al período Kamakura. Desde 1203 el clan Hōjō ejerció el poder mediante un sistema de regencia, cuyos miembros eran los gobernantes de facto, mientras que los shōgun permanecían como meras figuras simbólicas.
Fue el primer shogunato en regir en Japón, lo que tendría importantes efectos ya que se instauró un gobierno militar que condujo al ascenso al poder de las clases guerreras, anteriormente consideradas como subordinadas e inferiores a la aristocracia tradicional. En definitiva, sentó un precedente de cara al futuro, como acabaría ocurriendo más tarde con los shogunatos Ashikaga y Tokugawa.

## Historia

### Establecimiento del shogunato

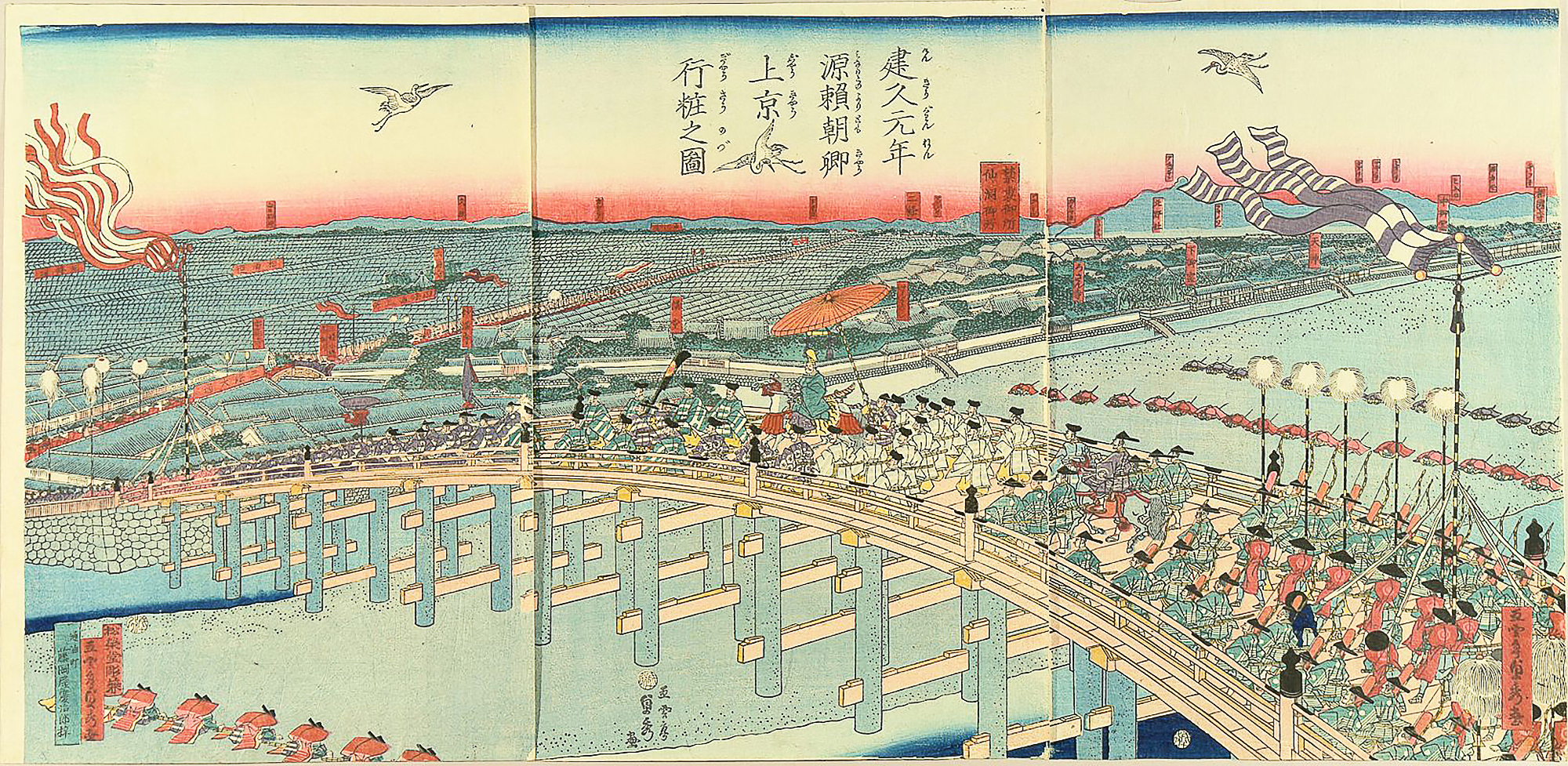
Minamoto no Yoritomo va a Kioto al comienzo del shogunato de Kamakura

Antes del establecimiento del shogunato, el poder civil en Japón estaba centralizado principalmente en los Emperadores y sus regentes, típicamente nombrados desde la corte, y los clanes aristocráticos que los apoyaban. Los asuntos militares fueron realizados bajo el auspicio del gobierno civil. Sin embargo, después de la derrota del clan Taira en la Batalla de Dan no Ura que finalizó la Guerra Genpei a favor del clan Minamoto, Minamoto no Yoritomo obtuvo el poder en 1185 y se convirtió en el gobernador de facto del país. Afirmó la primacía del poder militar en el gobierno y le fue dado el título de «shōgun» en 1192, mientras que el sistema de gobierno que estableció, se formalizó como el bakufu (literalmente, gobierno de tienda). Las provincias japonesas se convertirían en entidades semi-autónomas bajo el orden de nuevos protectores llamados shugo (守護?), los predecesores de los daimyō. Los protectores fueron escogidos principalmente de poderosas familias de las diferentes provincias, o el título era dado a un general y su familia después de una campaña exitosa. Aunque ellos manejaban sus asuntos, en teoría eran obligados a someterse a la autoridad central manifestando su lealtad al shōgun.

### La regencia Hōjō
Después de la muerte de Yoritomo, Hōjō Tokimasa, jefe del clan de la viuda de Yoritomo Hōjō Masako y antiguo guardián de Yoritomo, reclamó el título de regente a Minamoto no Yoriie, hijo de Yoritomo, finalmente haciendo el reclamo hereditario al clan Hōjō. El clan Minamoto mantendría el título de shōgun por dos generaciones más, con el clan Hōjō consumando el poder realmente, convirtiendo al shōgun en un títere. 

### Las Invasiones mongolas

El samurái Suenaga está siendo atacado por flechas y explosivos mongoles. Moko Shurai Ekotoba (蒙古襲来絵詞), c. 1293.

A finales del siglo XIII hizo aparición una amenaza que nunca antes había acechado a Japón: Los mongoles, que en 1259 ya habían subyugado a Corea y para 1276 ya se habían hecho con el control total de toda China; Así pues, solo quedaba Japón fuera de sus dominios. Cuando el emperador mongol Kublai Khan envió a sus emisarios a Japón exigiendo su completa sumisión los aterrorizados cortesanos de Kioto se mostraron más que dispuestos a aceptar sus exigencias, pero los guerreros de Kamakura se negaron; para dejar constancia de su negativa no dudaron en decapitar a varios de los emisarios.
La respuesta mongola no tardó en llegar y en 1274 un gran ejército mongol partió en barcos coreanos para someter Japón, como también lo haría en 1281 un segundo intento. A pesar del esfuerzo mongol, estos fueron repelidos exitosamente por el shoguanto, especialmente con la ayuda del kamikaze (o «Viento Divino»), un huracán que destruyó a la mayor parte de la flota mongola invasora. Pero el enorme gasto realizado en recursos militares y económicos para la defensa del territorio nipón también debilitó seriamente al régimen.

### La decadencia del Shogunato
Para los inicios del siglo XIV era evidente que el sistema Kamakura, aunque hubiese sido eficaz durante algún tiempo, también era muy sensible al tiempo y a los cambios que se producían. Su supervivencia dependía de la lealtad personal de un grupo de guerreros originarios de Kanto y unidos entre sí por viejos vínculos y recuerdos de las campañas bélicas de las Guerras Genpei. Con el tiempo, fue desapareciendo este sentido de lealtad personal entre los descendientes de los primeros aliados y vasallos de Minamoto no Yoritomo. Para estos miembros de la aristocracia guerrera, la lealtad iba dirigida antes a los poderosos jefes locales de sus tierras de origen, que al lejano poder central en Kamakura y al simbólico shogun que teóricamente se situaba a la cabeza de todo el sistema.
La gradual erosión de la lealtad de la clase guerrera y el recelo que provocaba el dominio del shogunato por el Clan Hojo fueron el caldo de cultivo para la caída del shogunato. El Emperador Go-Toba intentó usurpar el poder de shogunato en la rebelión de 1221 (la llamada Guerra Jōkyū) pero falló completamente y hubo de retirarse de la escena política. Con este incidente, el clan Hōjō consolidó aún más su poder interno en el Shogunato, hasta el punto que ellos eran los que elegían a los sucesores de los shōgun, y que posterior a la Guerra Jōkyū, fue asignado a los miembros de la noble familia Kujō, y después a miembros de la Casa Imperial hasta el final del shogunato Kamakura. Un segundo intento fue realizado desde la Corte Imperial en 1331, bajo el reinado del Emperador Go-Daigo, y que en esta ocasión sí fue exitoso, particularmente al contar con el apoyo del general más poderoso de Kamakura, Ashikaga Takauji, que prefirió estar apoyando al Emperador.
El shogunato Kamakura llegó a su fin en 1333 con la derrota y destrucción del clan Hōjō. Este triunfo fue, sin embargo, de corta duración, ya que Ashikaga Takauji asumiría nuevamente la posición de shōgun, estableciendo el shogunato Ashikaga.

## Política

### El gobierno de los Shōgun

Minamoto no Yoritomo, iniciador del Shogunato, en una copia de un original de 1179.

1. Minamoto no Yoritomo (1147-1199) (r. 1192-1199)
2. Minamoto no Yoriie (1182-1204) (r. 1202-1203)
3. Minamoto no Sanetomo (1192-1219) (r. 1203-1219)
4. Kujō Yoritsune (1218-1256) (r. 1226-1244)
5. Kujō Yoritsugu (1239-1256) (r. 1244-1252)
6. Príncipe Munetaka (1242-1274) (r. 1252-1266)
7. Príncipe Koreyasu (1264-1326) (r. 1266-1289)
8. Príncipe Hisaaki (1276-1328) (r. 1289-1308)
9. Príncipe Morikuni (1301-1333) (r. 1308-1333)

### Shikken
Junto a la figura de los shōgun, también existía otra de gran importancia: Los shikken (japonés: 執権), que eran los regentes del shōgun. El cargo fue monopolizado por el clan Hōjō y durante el periodo kamakura estos fueron los que lo desempeñaron: 
- Hōjō Tokimasa, (r. 1203 - 1205)
- Hōjō Yoshitoki, (r. 1205 - 1224)
- Hōjō Yasutoki, (r. 1224 - 1242
- Hōjō Tsunetoki, (r. 1242 - 1246)
- Hōjō Tokiyori, (r. 1246 - 1256)
- Hōjō Nagatoki, (r. 1256 - 1264)
- Hōjō Masamura, (r. 1264 - 1268)
- Hōjō Tokimune, (r. 1268 - 1284)
- Hōjō Sadatoki, (r. 1284 - 1301)
- Hōjō Morotoki, (r. 1301 - 1311)
- Hōjō Munenobu, (r. 1311 - 1312)
- Hōjō Hirotoki, (r. 1312 - 1315)
- Hōjō Mototoki, (r. 1315)
- Hōjō Takatoki, (r. 1316 - 1326)
- Hōjō Sadaaki, (r. 1326)
- Hōjō Moritoki, (r. 1327 - 1333)

## Cultura
Como primer shogunato en regir en Japón tuvo vastos efectos, ya que se instauró un gobierno militar, que condujo al ascenso de las clases guerreras, anteriormente consideradas como subordinadas e inferiores a la aristocracia. En este período emerge el concepto de bushido; y las escuelas budistas Zen, Nichiren y Jōdo Shinshū ganan más adeptos. La literatura popular cambia radicalmente, con el monogatari que cambia sus argumentos trágicos románticos sobre nobles a epopeyas románticas trágicas acerca de los samurái. 

### Religión

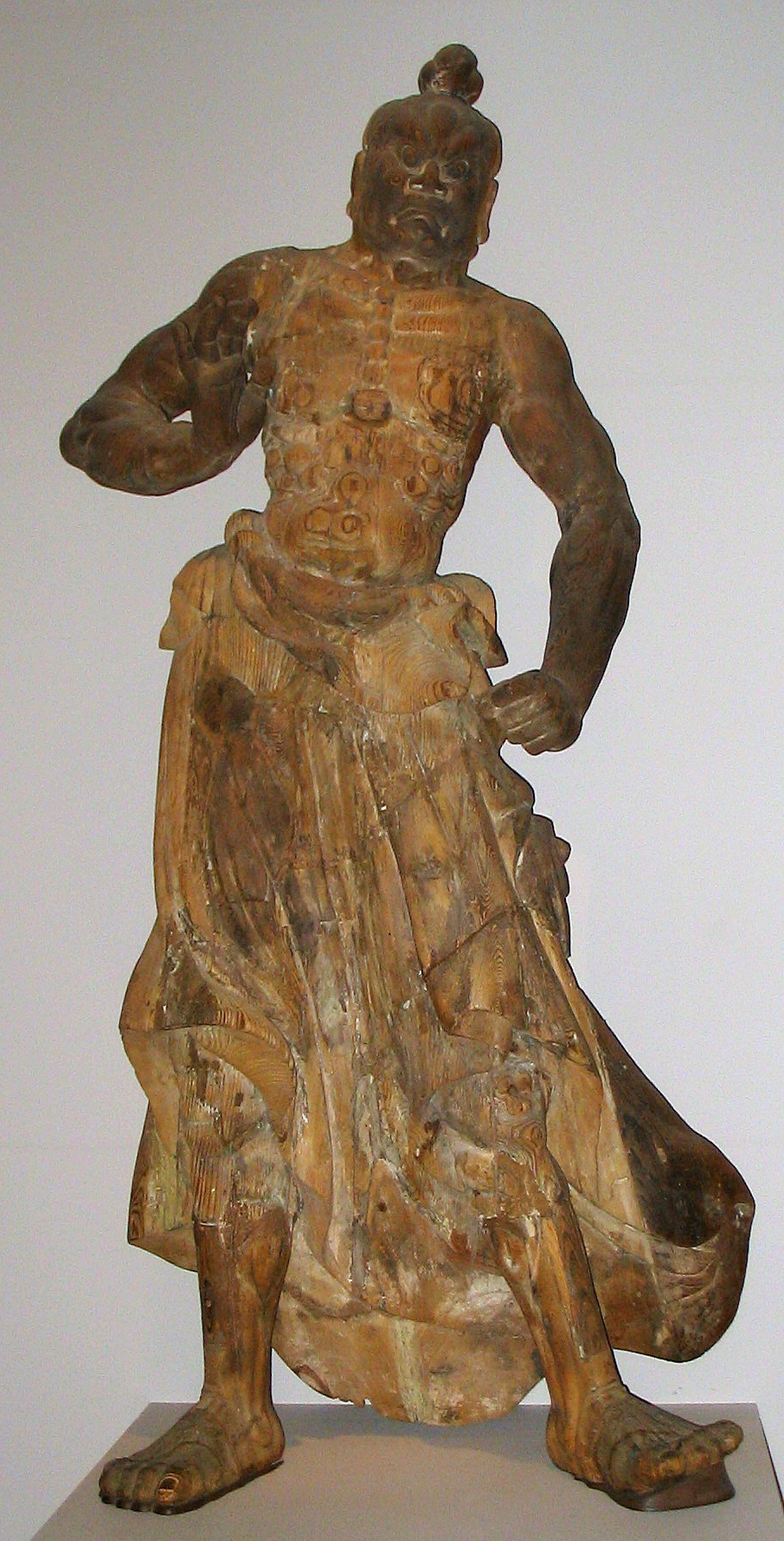
Estatua Kongorikishi de madera hecha durante el shogunato Ashikaga en el.

Durante la época Kamakura el budismo que había existido en Japón sufrió numerosas reformas, a la vez que aparecieron numerosas disidencias de la doctrina tradicional. Así pues, este budismo se japonizó y se reformuló para adaptarlo a las masas. El gran templo de instrucción Tendai, el de Enryaku-ji, en Hiei-san (a las afueras de Kioto) constituyó un nido de disidentes de la línea budista tradicional, entre los que se encontraban 3 personalidades que serían importantísimas para esta época, además de su influencia posterior: Shinran, Dogen y Nichiren.
- Dogen (1200 - 1253) fue el fundador de la escuela Soto Zenshu, que fomentaba la meditación sedente (zazen) y contempla la práctica y la realización como una misma cosa.[7]

- Shinran (1173 - 1262) fundó el Jodo Shinshu (la verdadera escuela de la Tierra pura), que en la actualidad es la única denominación del budismo en Japón.[7] Renunció a las prácticas de auto-esfuerzo, pues consideraba que generaban orgullo y egoísmo; También escribió sus obras y enseñanzas en lengua vernácula, lo que constituía una novedad.[7]

- Nichiren (1222 - 1282) simplificó la herencia Tendai y se centró en el Sutra del Loto.[7] Creía que con tan sólo pronunciar el nombre de esta sutra se conseguía la purificación de la mente.[7] Con esta noción se combinaban un fervor nacionalista y la creencia de que la salvación de Japón de un desastre inminente radicaba en la aceptación del daimoku (en otras palabras, el nombre del Sutra del Loto).[7] A su muerte, los restos de Nichiren se conservaron (hasta el día de hoy) en Minobu-san.[7]